# Chaunax stigmaeus
Chaunax stigmaeus es una especie de pez del género Chaunax, familia Chaunacidae. Fue descrita científicamente por Fowler en 1946.
Se distribuye por el Atlántico Occidental. La longitud total (TL) es de 30,5  centímetros. Puede alcanzar los 730 metros de profundidad.
Está clasificada como una especie marina inofensiva para el ser humano.